# 최경
최경(崔涇)은 조선 초의 화가로서, 호는 근재(謹齋), 본관은 탐진(耽津)이다. 
안산(安山) 출신으로, 조선 세종 때 도화서 화원을 거쳐 별제(別提)에 이르렀다. 안견의 산수화와 맞설 만큼 인물화를 잘 그렸다. 1472년(성종 3년) 소헌왕후(昭憲王后)·세조·예종·덕종의 어진(御眞)을 그린 공으로 성종이 당상관에 임명하려 했으나, 언관(言官)의 반대로 취소되었다가 1484년(성종 15년) 당상관에 올랐다.